# Pipette

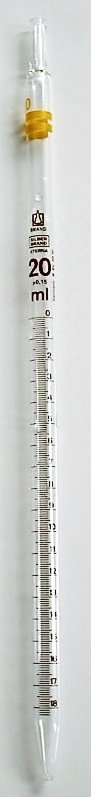
20-ml-Messpipette

Die Pipette (frz. Diminutiv von pipe „Pfeife“; auch Saugröhre, Saugheber oder Stechheber) ist ein Laborgerät zum Dosieren von Flüssigkeiten. Die klassische Form ist ein Glasröhrchen, das an der Spitze verengt ist und am anderen Ende entweder offen oder durch einen aufgesetzten, dickwandigen Gummiballon (z. B. einen Peleusball oder eine andere Pipettierhilfe) verschlossen ist. Häufig, vor allem im medizinischen Bereich, werden auch Wegwerfartikel aus Plastik verwendet.
Technisch aufwendiger sind die Mikropipetten.

## Pipettentypen
Ist auf der Pipette eine Volumen-Skala angebracht, spricht man von einer Messpipette. Diese gibt es für völligen oder teilweisen Ablauf. Eine Pipette, die nur eine oder zwei Marken für ein definiertes Volumen hat, heißt Vollpipette. Messpipetten sind für unterschiedliche Flüssigkeitsmengen geeignet und damit flexibler, aber auch ungenauer als Vollpipetten. Beide Pipettenarten sind auf Flüssigkeiten mit der Temperatur von 20 °C und auf Ausfluss (Ex.) kalibriert.
Eine Pasteurpipette besteht aus Natron-Kalk-Glas (ISO 7712) mit einem Volumen von 2 ml und einem Durchmesser von 7 mm, welche am unteren Ende verjüngt ist. Sie besitzt eine lang ausgezogene, feine Spitze von 45 oder 120 mm Länge, kann am Saugrohrende (Länge 25 mm) mit einem Gummisauger versehen werden und ist wegen der Verengung auch für Wattestopfen geeignet. Sie dient zum tropfenweisen Dosieren von kleinen Flüssigkeitsmengen. Sie hat keine Markierung, die das genaue Volumen anzeigt.
Es gibt auch Pasteurpipetten zum Einmalgebrauch aus PE-LD (Polyethylen niedriger Dichte). Sie bieten eine sehr gute Reproduzierbarkeit der Tropfenzahl pro Milliliter und sind daher ideal zum Verteilen aliquoter Flüssigkeitsmengen. Diese Pasteurpipette lässt sich in gefülltem Zustand tiefgefrieren oder bei Bedarf durch Hitzeversiegelung in ein geschlossenes Gefäß verwandeln. Der integrierte Saugbalg lässt sich ganz leicht zusammendrücken, so bleiben auch bei häufigem Pipettieren die Finger ermüdungsfrei. Sie ist stabil gegen Gas oder Gammastrahlen-Sterilisations-Verfahren.
Skalierte serologische Wegwerfpipetten aus Kunststoff mit meist 5 oder 10 ml Volumen werden heutzutage für häufige und einfachere Dosierarbeiten mit geringerer Genauigkeitsanforderung verwendet und ersetzen die gläsernen Messpipetten. Sie sind auch einzeln verpackt und mit zertifizierter Sterilität erhältlich, was die Qualitätssicherung im Labor vereinfacht.
Manche Medikamente (Augen-, Ohren-, Nasentropfen) werden fertig dosiert in versiegelten Plastikbehältern angeboten. Auch diese Behälter sind Pipetten; siehe Bild in der folgenden Galerie.
Bei einer Messpipette mit Saugkolben erfolgen Ansaugen und Entleeren mittels eines oben eingeschliffenen Glaskolbens (Kolben-Pipettierhilfe) mit Haltefeder.
Die meisten Glaspipetten sind so geeicht, dass ein kleines Flüssigkeitsvolumen von etwa einem Tropfen nach Abstreifen an einer Gefäßwand in der Pipettenspitze zurückbleiben soll („auf Ausfluss kalibriert“, dazu wird der Schriftzug „Ex“ in die Pipette eingeritzt, eingeätzt oder auflackiert). Solche Pipetten werden nicht leergeblasen. So kalibrierte Pipetten können nur zum Einfüllen eines bestimmten Volumens verwendet werden und nicht zum Absaugen eines bestimmten Volumens (weil mehr als das Volumen abgesaugt wird und ein Rest dann in der Spitze verbleibt). Außerdem wird die Pipettenspitze vor dem Ablassen oder Einstellen des Volumens außen so abgewischt, dass keine zusätzlichen Flüssigkeitstropfen verschleppt werden und auch die pipettierte Flüssigkeit nicht durch Kapillarwirkung herausgesaugt wird.

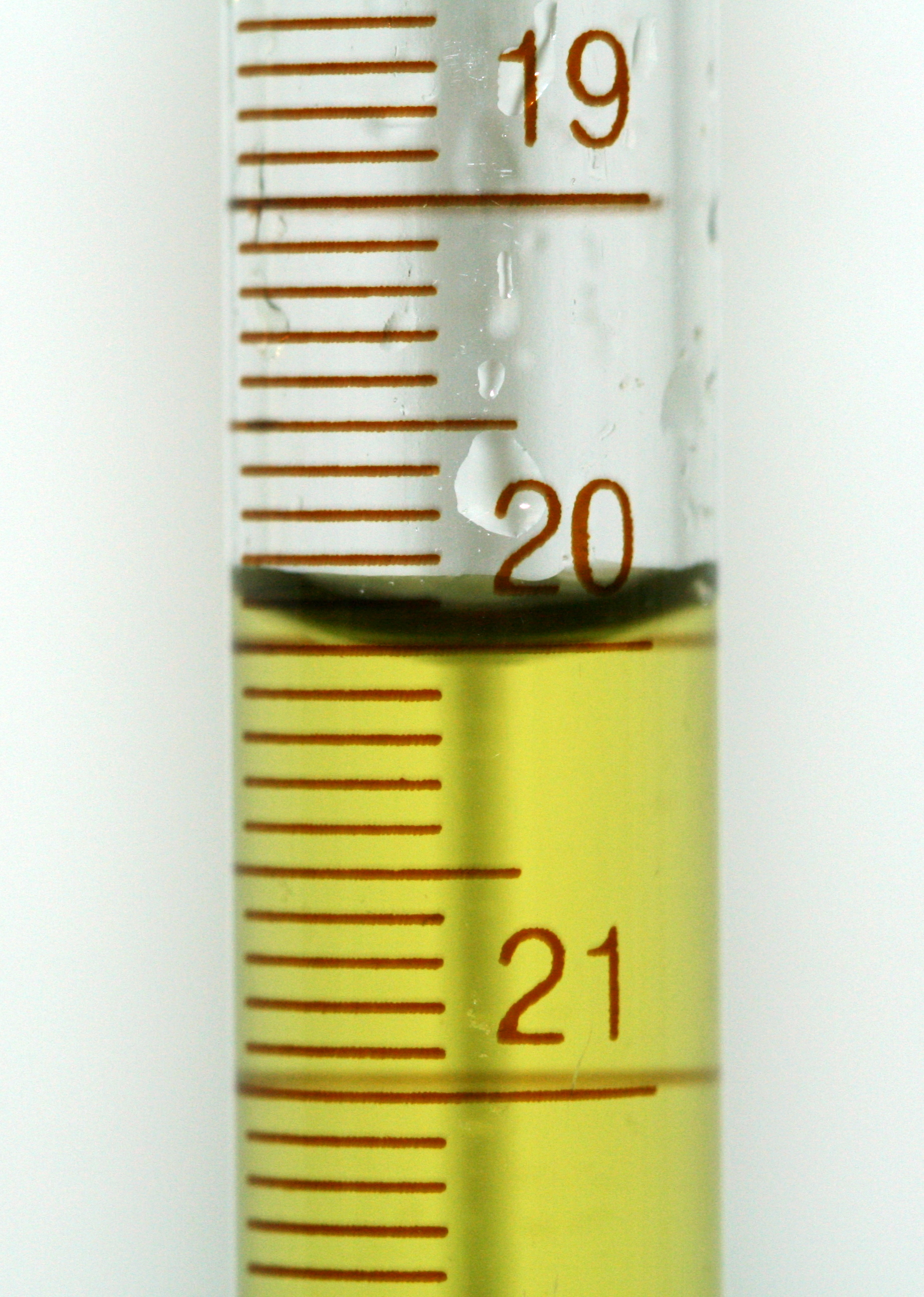
Der Meniskus der Messpipette zeigt 20,0 ml an
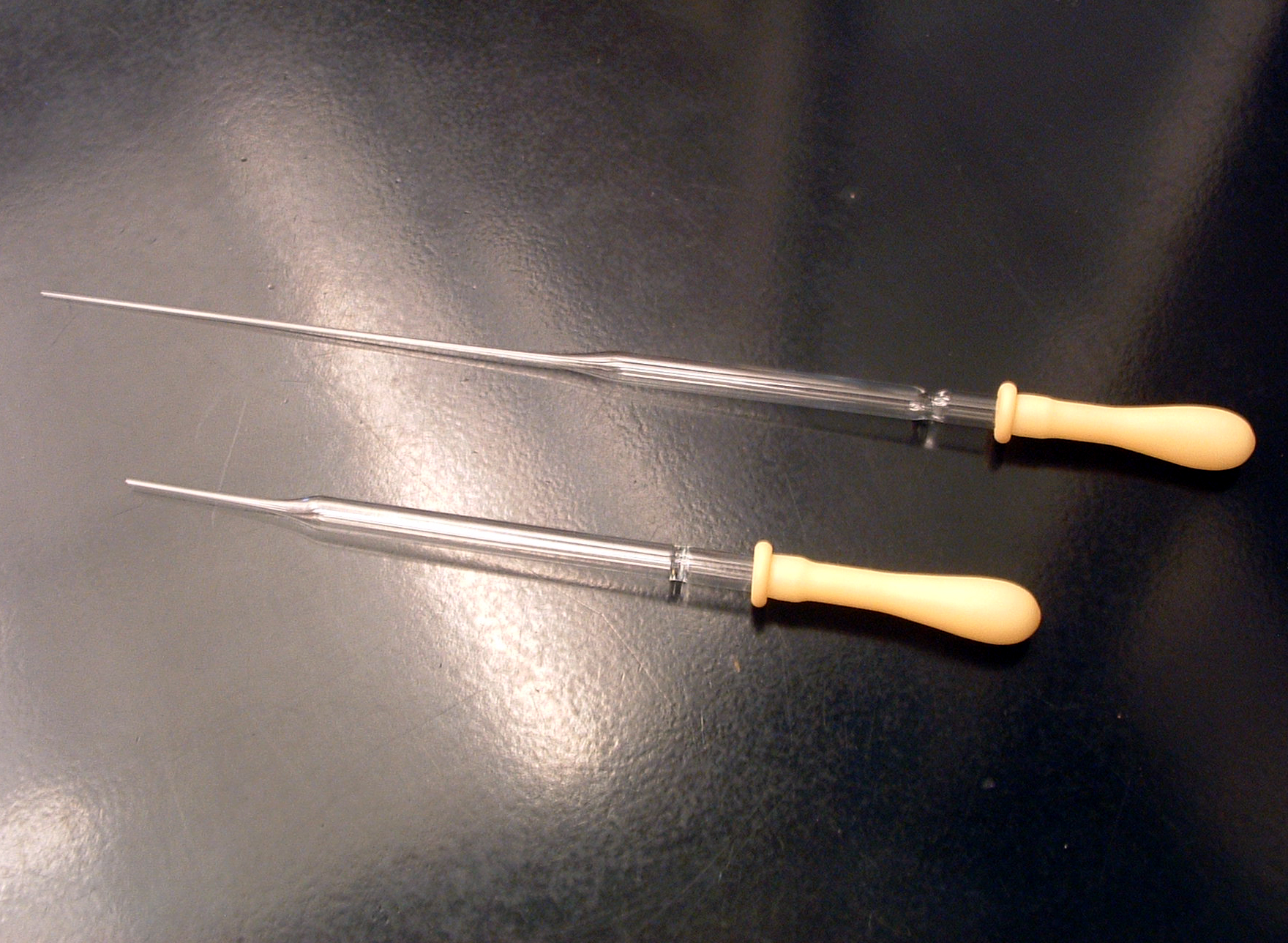
Pasteurpipetten
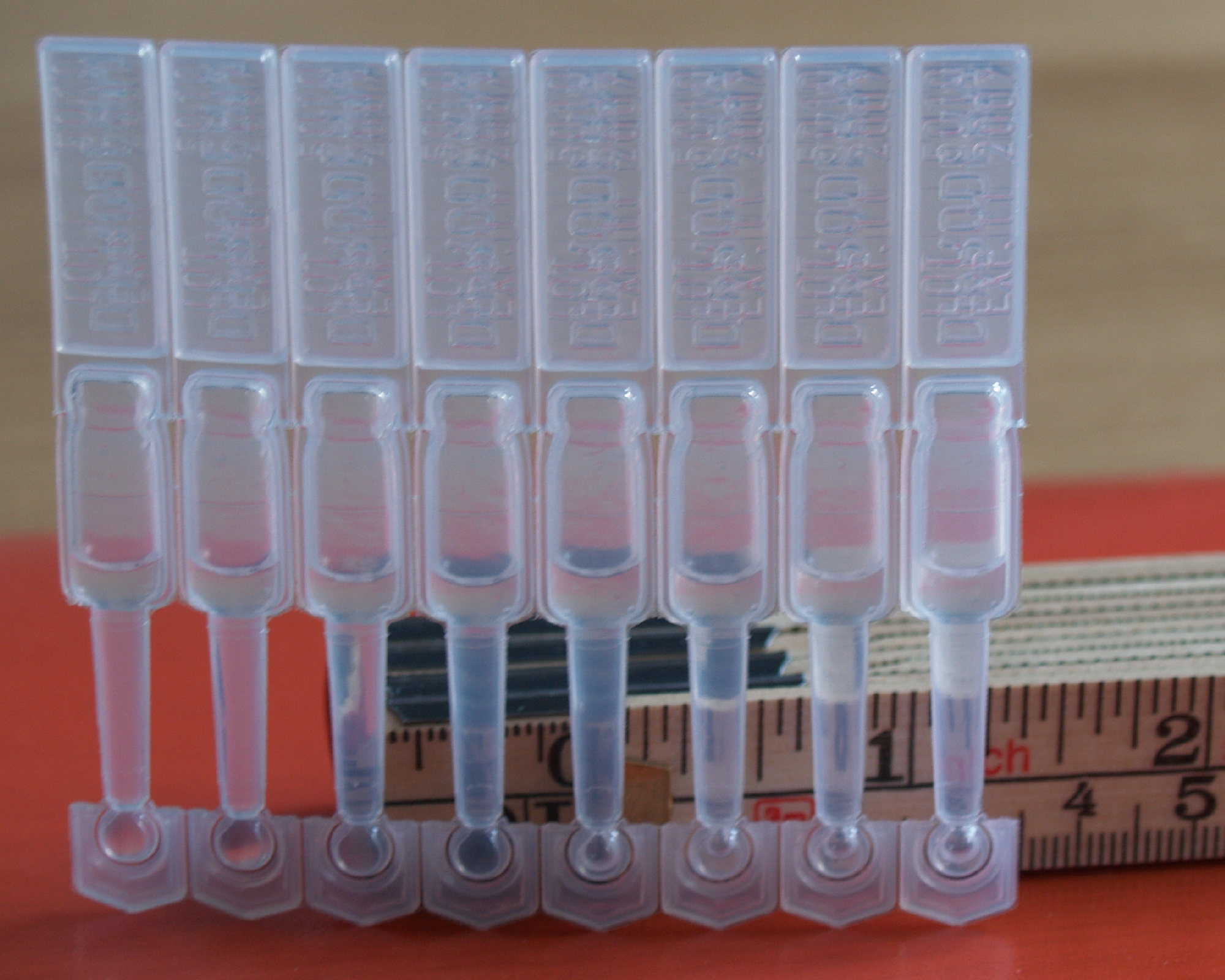
Medikamentenpipetten
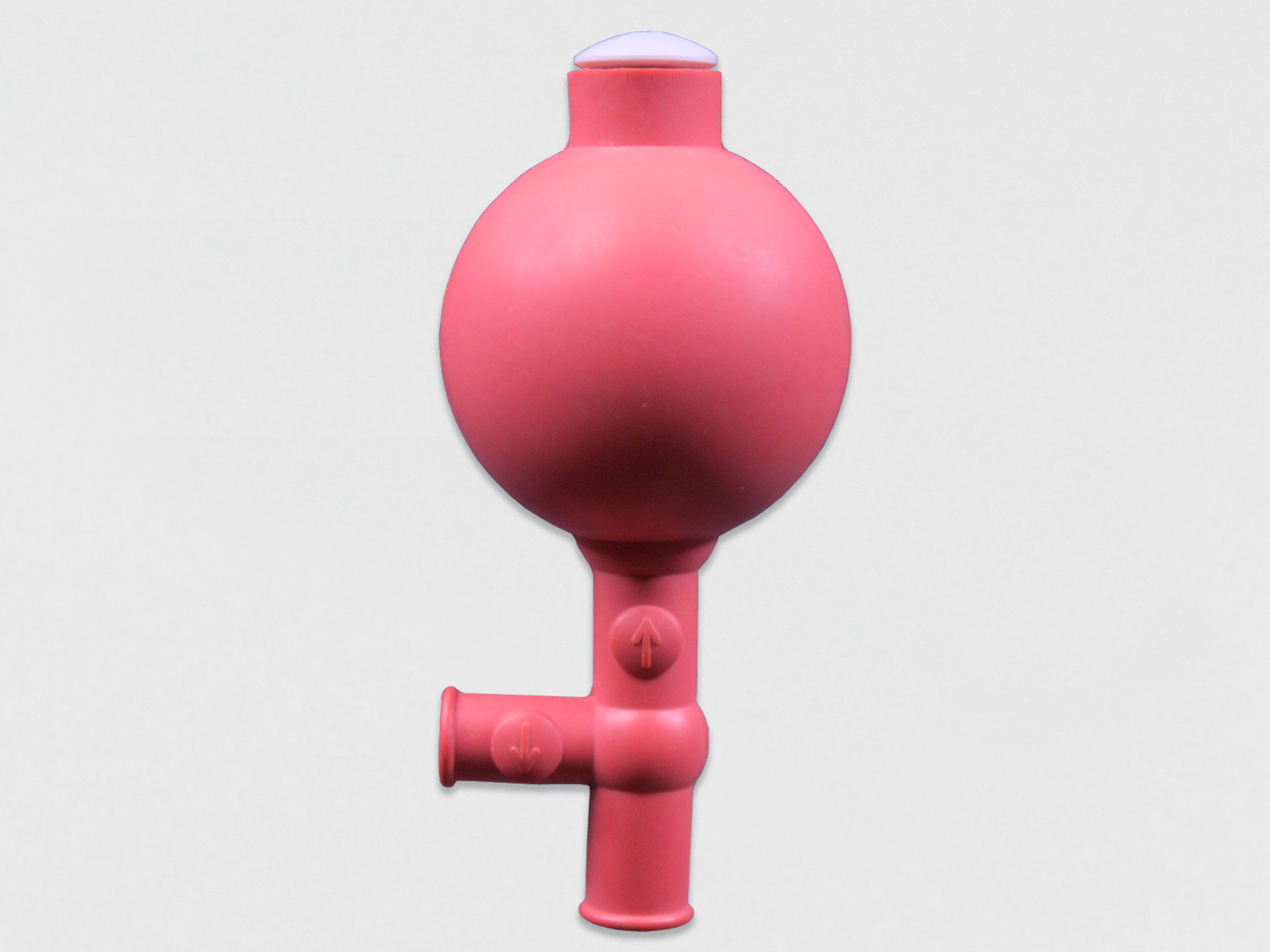
Pipettierhilfe (Pipettierball aus Naturkautschuk für Voll- und Messpipetten)
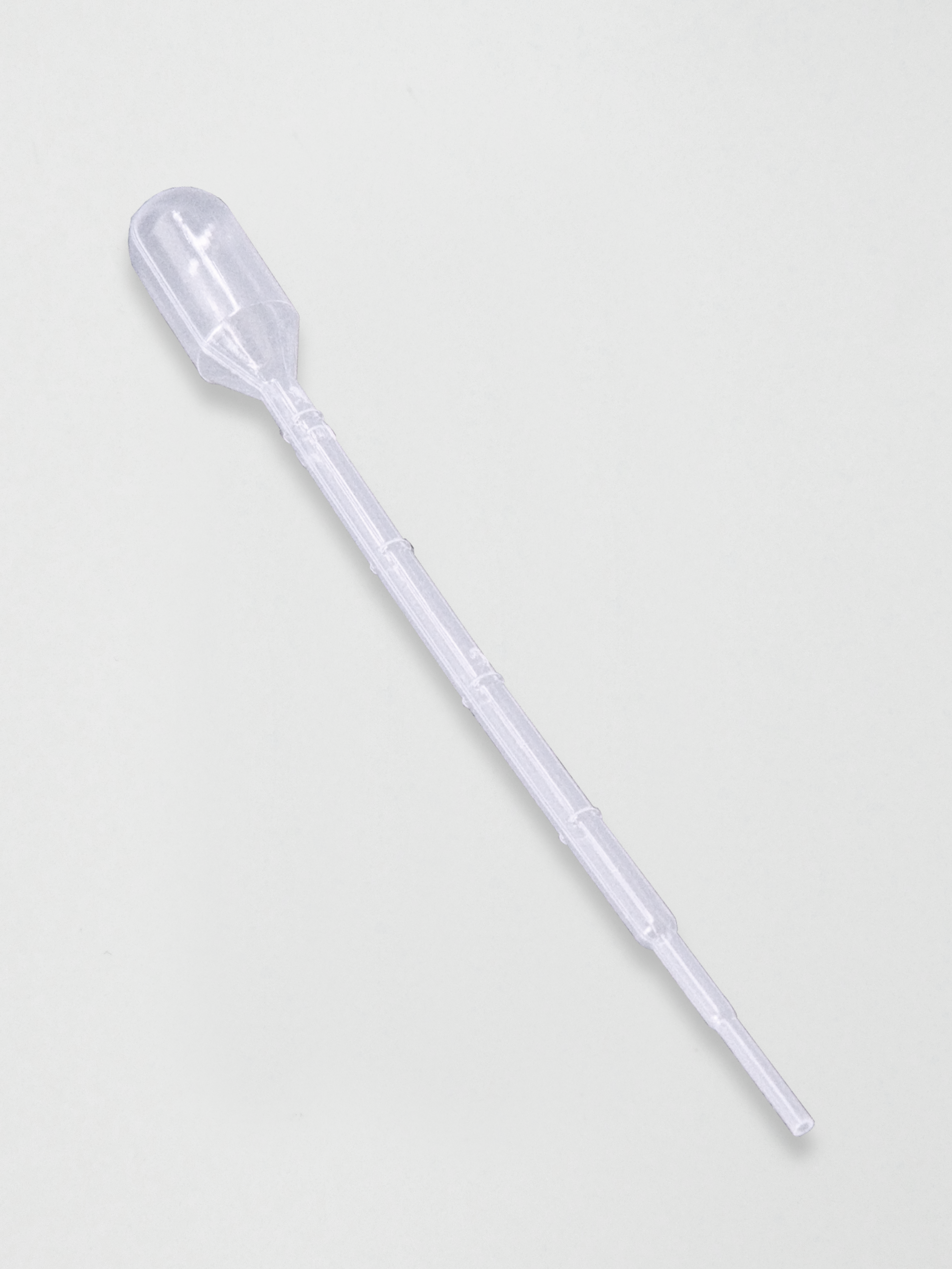
Einwegpipette aus Kunststoff

### Mikropipetten

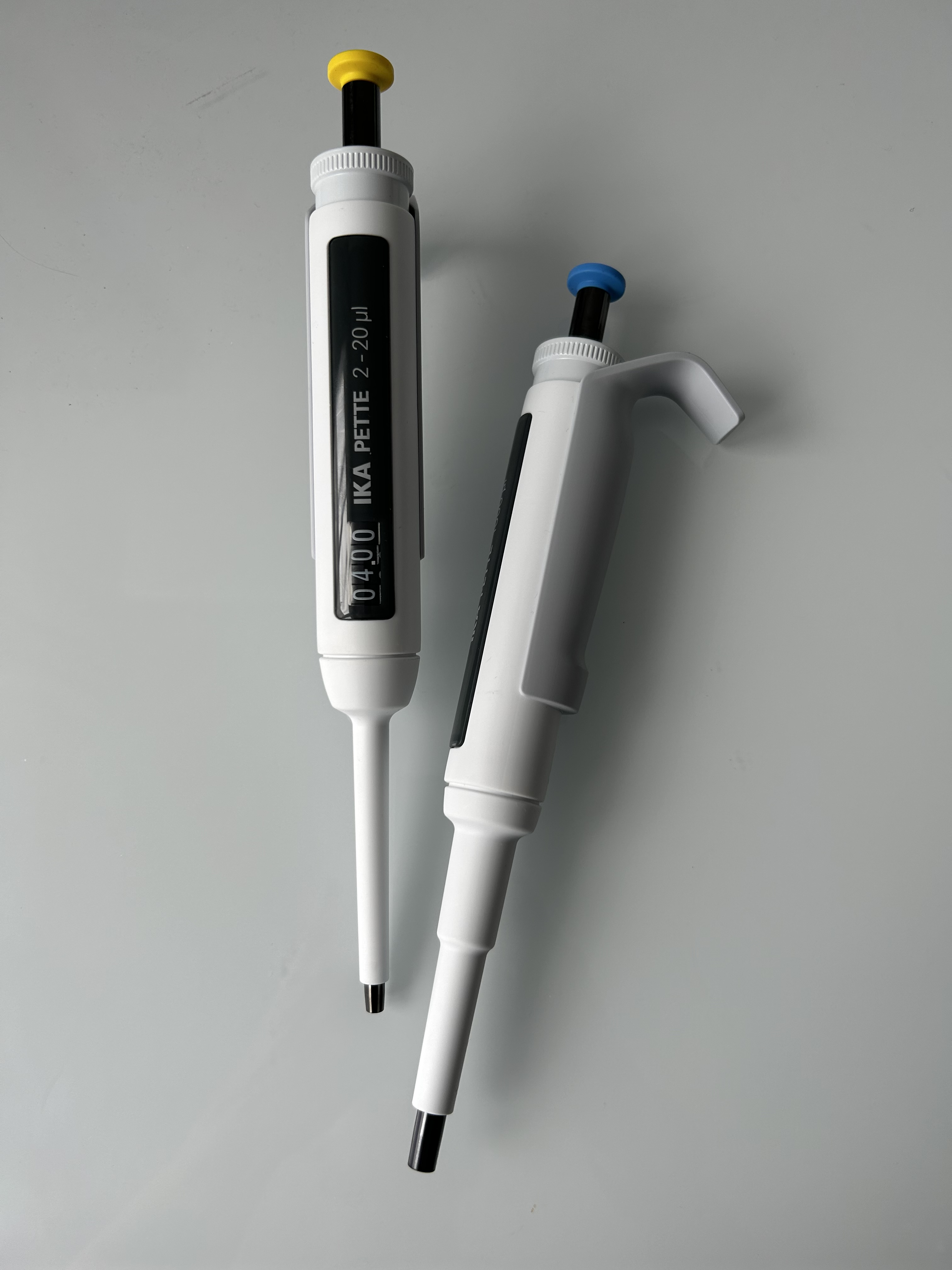
Manuelle Einkanalpipetten. Front und Seitenansicht.

Eine modernere mechanische Variante ist die 1957 von Heinrich Schnitger entwickelte Mikroliter- oder Kolbenhubpipette (KHP), kurz Mikropipette, oder Eppendorfpipette. Diese Pipette dosiert kleine Volumina von 0,1 µl bis 5000 µl genauer als herkömmliche Glaspipetten. Kolbenhubpipetten arbeiten nach dem Verdrängungsprinzip: Ein beweglicher Kolben verdrängt beim Herunterdrücken die unter ihm liegende Luftsäule bzw. zieht die Luftsäule in der Aufwärtsbewegung mit sich nach oben und dadurch auch die zu pipettierende Flüssigkeit in die aufgesteckte Pipettenspitze. Diese Pipettenspitze ist ein Wegwerfartikel aus Plastik, nur sie kommt mit der Flüssigkeit in Berührung.
Direktverdrängende Kolbenhubpipetten benutzen spezielle Pipettenspitzen mit einem eingebauten Kolben, der direkt mit dem Medium in Kontakt kommt und so das Luftpolster eliminiert. Hierdurch ist ein Pipettieren von stark viskosen Lösungen möglich und der versehentliche Transfer von Substanzen in Form von Aerosolen über das Luftpolster wird ausgeschlossen.
Wie bei Mess- und Vollpipetten gibt es auch Kolbenhubpipetten mit fest eingestelltem Volumen sowie Kolbenhubpipetten, die im Volumen variabel sind. Hier lässt sich die gewünschte Mikroliterzahl mittels eines Stellwerks einstellen. Sie lösen Pipetten mit festem Volumen zusehends ab. Kolbenhubpipetten haben den Vorteil auswechselbarer Kunststoffpipettenspitzen, wodurch sie sich für Arbeiten mit häufig wechselnden Substanzen oder Substanzkonzentrationen eignen. Elektronisch gesteuerte Kolbenhubpipetten sind besonders für repetitive Arbeiten geeignet, da sie den Daumen entlasten und teilweise wie ein Handdispenser benutzt werden können.

### Mehrkanalpipetten

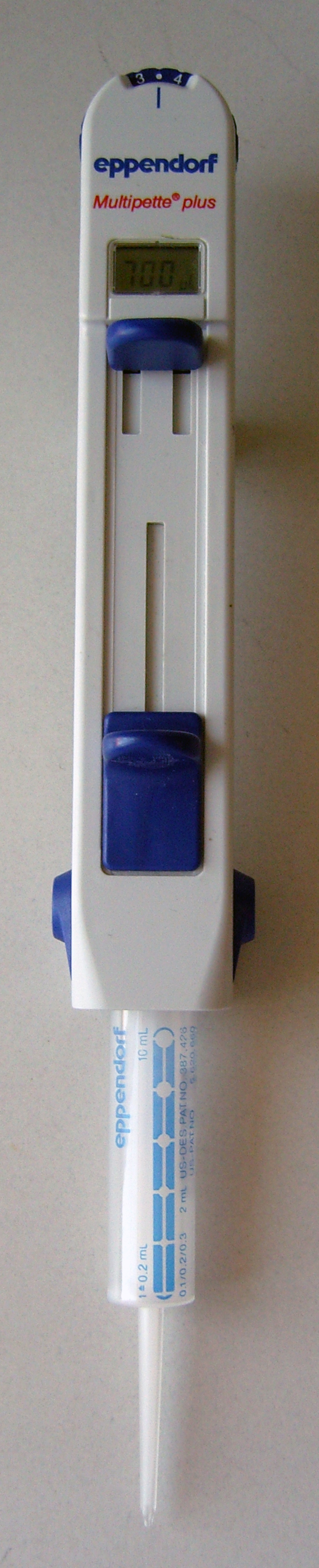
Multipette mit eingesetzter Spitze

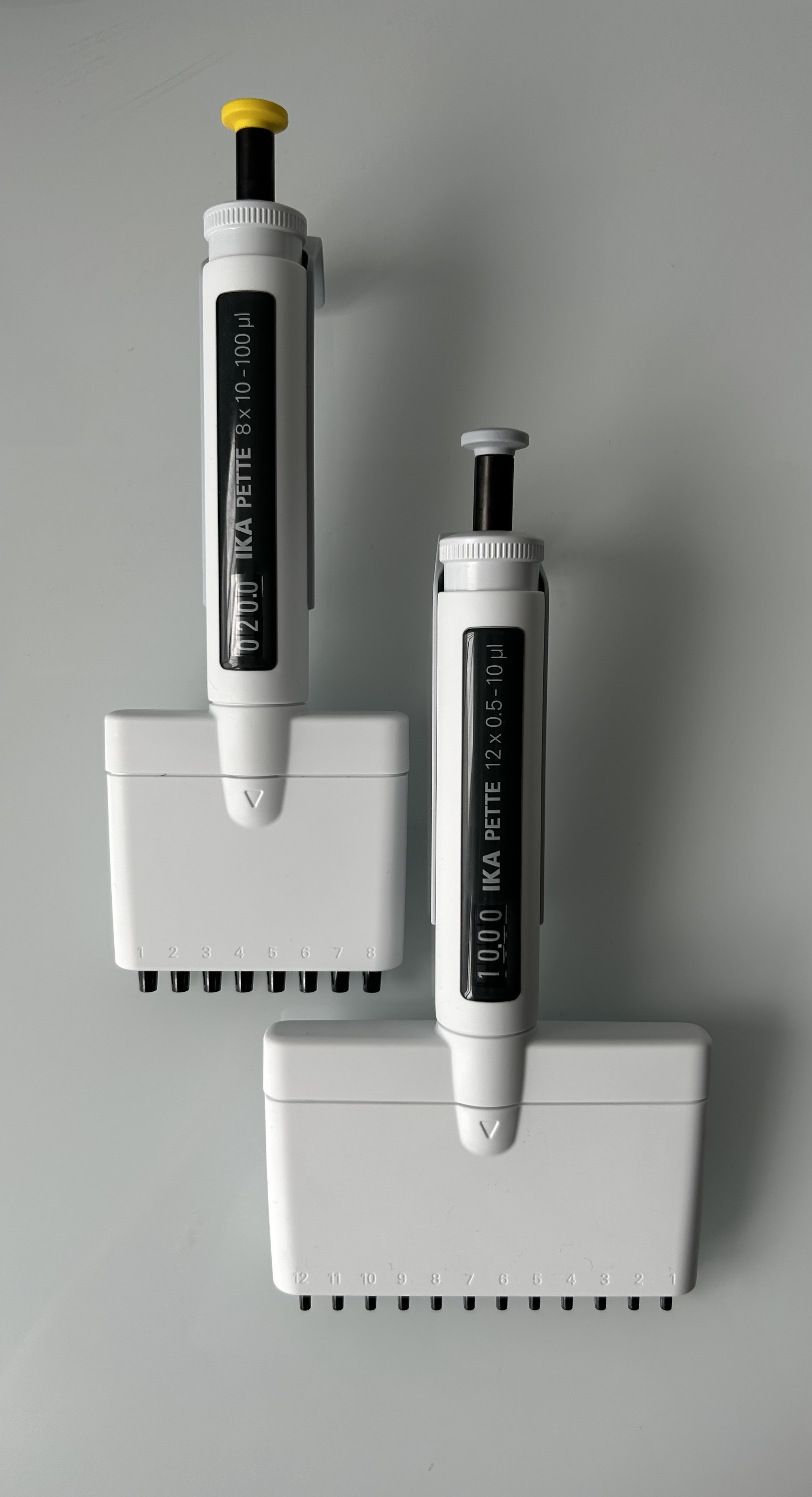
8-Kanal und 12-Kanal Multi-Channel-Pipetten. Front Ansicht.

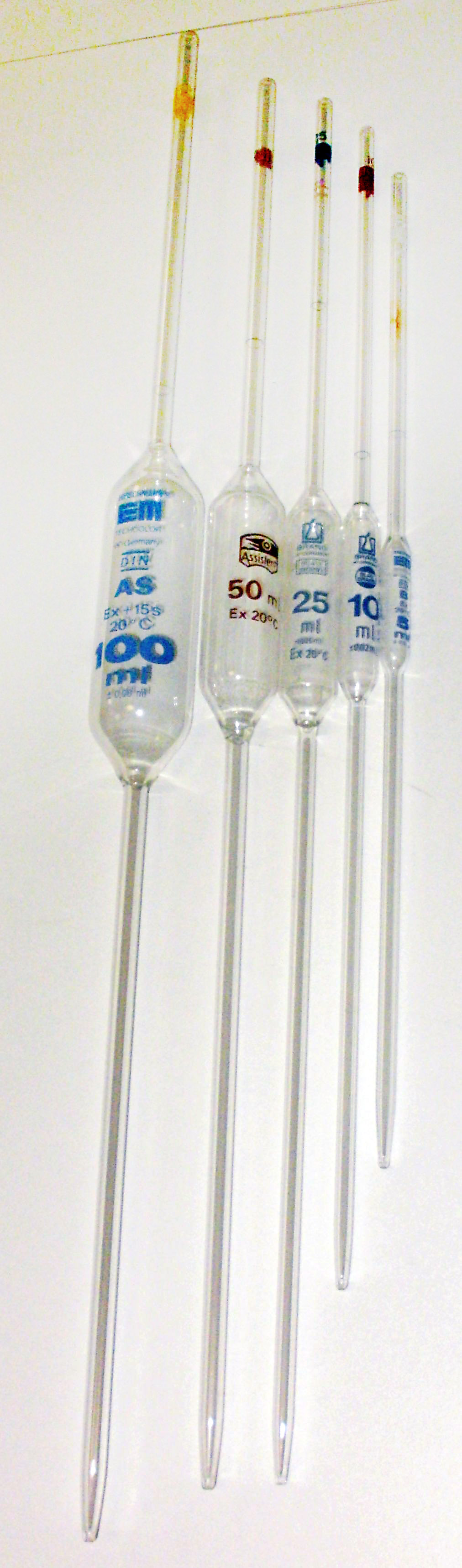
Vollpipetten verschiedener Volumina

Eine Sonderbauform der Kolbenhubpipetten sind Mehrkanalpipetten, die über 8 oder 12 gleichzeitig betriebene Kanäle verfügen. Die Kanäle sind im Raster von Mikrotiterplatten (8 Reihen mal 12 Spalten) angeordnet, so dass sich diese schnell bearbeiten lassen. Wie bei den Mikropipetten mit einem Kanal kommt die Flüssigkeit auch hier nur mit den Pipettenspitzen in Berührung.
Es existiert eine DIN EN ISO 8655-konforme Mehrkanalpipette als Open-Science-Hardware.

### Handdispenser
Verwandt mit den Kolbenhubpipetten sind Handdispenser, die auch unter den Namen Multipette, Stepper, Tacker und Repeater bekannt sind. Diese besitzen anstelle der Pipettenspitze ein direktverdrängendes Reservoir (Wegwerfartikel aus Plastik) ähnlich einer Spritze, welches die Aufnahme eines größeren Volumens einer Substanz erlaubt, die dann wiederholt in kleinen Schritten gleichen Volumens abgegeben werden kann. Dieses erlaubt wiederum schnelles Arbeiten mit Mikrotiterplatten oder vielen parallelen Reaktionsansätzen (z. B. bei der Polymerase-Kettenreaktion (PCR)).

### Flaschendispenser
Flaschendispenser oder auch Kippdispenser sind Glasgeräte, die auf Labor-Chemikalienflaschen aufgesetzt werden. Durch Kippen der Flasche wird ein geeichtes Reservoir gefüllt und dieses über einen Schnabel ausgeleert.

### Weinheber

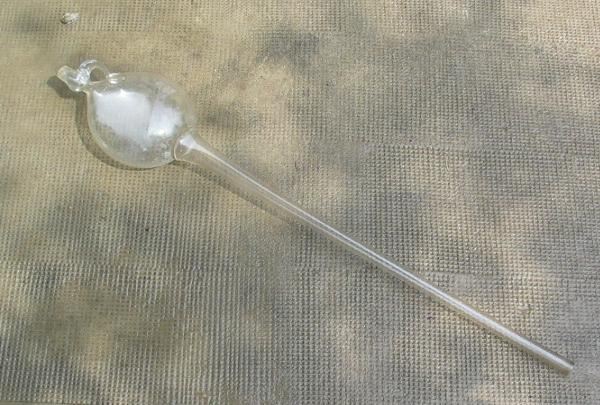
Weinheber

Ein Weinheber ist eine Glasröhre nach Art einer Vollpipette mit Erweiterung zu einem Ballon. Er dient zum Entnehmen von Flüssigkeitsproben aus Fässern und Glasballonen. Dazu wird er beim oberen Spundloch in ein (Wein)Fass getaucht. Durch Verschließen der oberen Öffnung mit einem Finger kann der Wein nicht zurück- oder ausrinnen. Durch Anheben des Fingers wird der entnommene Wein dann in ein Degustationsglas entleert.

## Genauigkeitsklassen
Die handelsüblichen Größen der Vollpipetten sind in der nachfolgenden Tabelle aufgeführt. Die Einteilung erfolgt in zwei Genauigkeitsklassen. Bei den Pipetten der Klasse A ist die Ablaufzeit für die Flüssigkeit durch Verengung der Ablaufspitzen zu einer Kapillarspitze verlängert, so dass während des Ablaufs bereits das Nachlaufen der Flüssigkeit an der Glaswandung erfolgt. Die Fehlergrenzen dieser Pipetten entsprechen den Vorschriften der Deutschen Eichordnung. Pipetten der Klasse B haben erheblich kürzere Ablaufzeiten, aber auch doppelt so große Fehlergrenzen wie die der Klasse A. Nach dem Ablauf der Pipetten der Klassen A und B sind meist keine gesonderten Wartezeiten einzuhalten. Ansonsten sind sie auf der Pipette angegeben.
Mit verbesserten Fertigungsmethoden wurde die Herstellung von Pipetten möglich, die innerhalb der Eichfehlergrenzen (Klasse A) liegen und dennoch kurze Ablaufzeiten aufweisen. Für solche Pipetten wurde die Klasse AS eingeführt. Sie erfordern nach dem Ablauf jedoch eine Wartezeit von 5 bis 15 Sekunden. Die Wartezeit ist auf der Pipette angegeben. In der Praxis haben sich Pipetten der Klasse AS stark durchgesetzt und die der Klasse A mit längeren Ablaufzeiten fast verdrängt.
| Nennvolumen [ml] | Klasse A        | Klasse A       | Klasse AS       | Klasse AS      | Klasse B        | Klasse B       |
| Nennvolumen [ml] | max. Fehler [%] | Ablaufzeit [s] | max. Fehler [%] | Ablaufzeit [s] | max. Fehler [%] | Ablaufzeit [s] |
| ---------------- | --------------- | -------------- | --------------- | -------------- | --------------- | -------------- |
| 0,5              | ± 1             | 10–20          | ± 1             | 4–8            | ± 2             | 4–20           |
| 1                | ± 0,7           | 10–20          | ± 0,7           | 5–9            | ± 1,5           | 5–20           |
| 2                | ± 0,5           | 10–25          | ± 0,5           | 5–9            | ± 1             | 5–20           |
| 2,5              |                 |                | ± 0,4           | 7–11           |                 |                |
| 3                |                 |                | ± 0,33          | 7–11           |                 |                |
| 4                |                 |                | ± 0,25          | 7–11           |                 |                |
| 5                | ± 0,3           | 15–30          | ± 0,3           | 7–11           | ± 0,6           | 7–30           |
| 6                |                 |                | ± 0,25          | 8–12           |                 |                |
| 7                |                 |                | ± 0,21          | 8–12           |                 |                |
| 8                |                 |                | ± 0,19          | 8–12           |                 |                |
| 9                |                 |                | ± 0,17          | 8–12           |                 |                |
| 10               | ± 0,2           | 15–40          | ± 0,2           | 8–12           | ± 0,4           | 8–40           |
| 15               |                 |                | ± 0,13          | 9–13           |                 |                |
| 20               | ± 0,15          | 25–50          | ± 0,15          | 9–13           | ± 0,3           | 9–50           |
| 25               | ± 0,13          | 25–50          | ± 0,13          | 10–15          | ±0,32           | 10–50          |
| 30               |                 |                | ± 0,12          | 13–18          |                 |                |
| 40               |                 |                | ± 0,09          | 13–18          |                 |                |
| 50               | ± 0,1           | 30–60          | ± 0,1           | 13–18          | ± 0,2           | 13–60          |
| 100              | ± 0,08          | 40–60          | ± 0,08          | 25–30          | ± 0,16          | 25–60          |

Messpipetten gibt es ebenfalls in drei Genauigkeitsklassen:
Klasse A, Klasse B und Klasse AS. Für schnell ablaufende Pipetten der Klasse AS ist nach dem Ablauf wieder eine Wartezeit von 15 Sekunden einzuhalten.
Zur Kalibrierung von Pipetten sind DIN EN ISO 8655 und zusammenhängende Normen vorgesehen.

## Benutzung

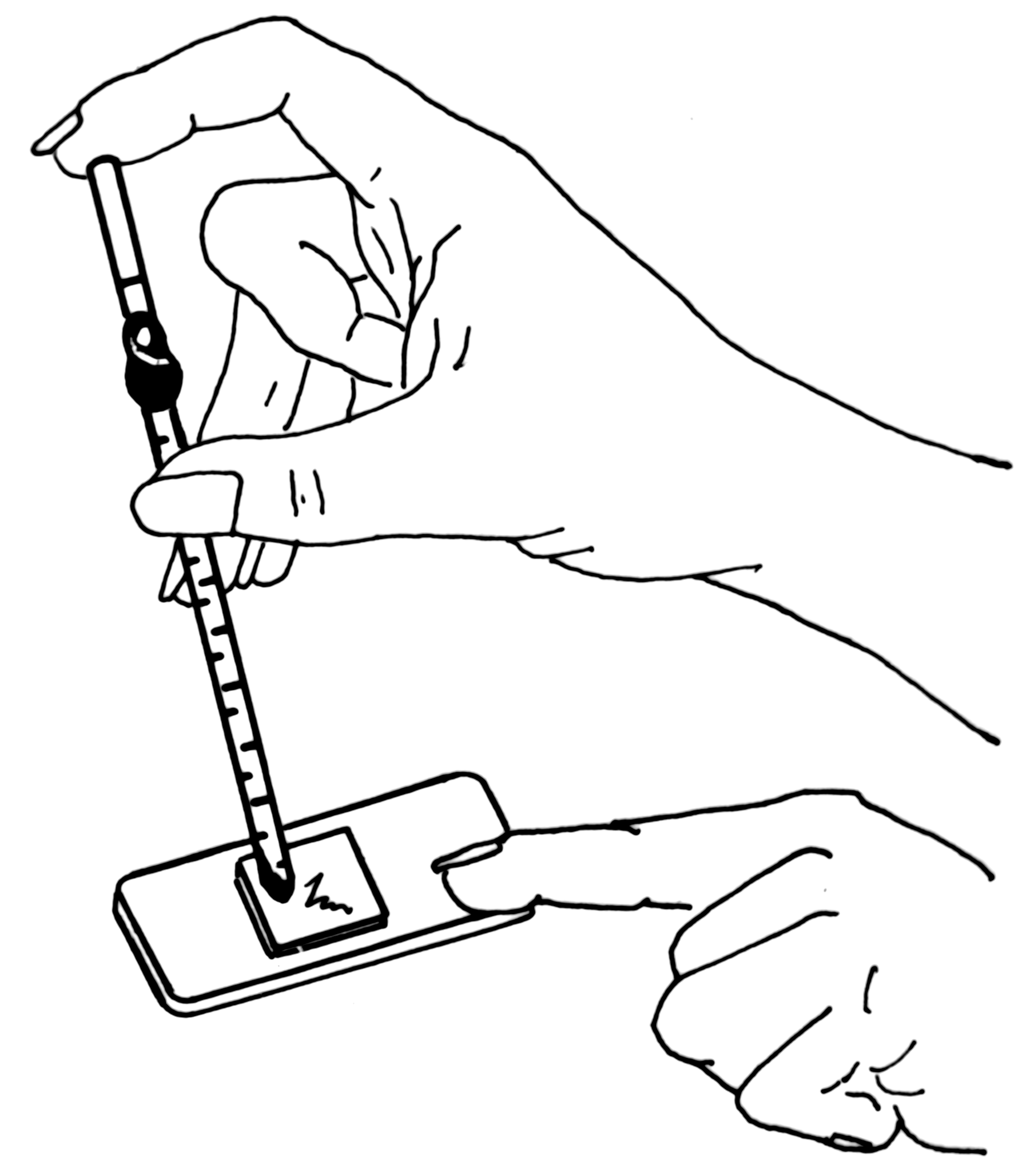
Offene Pipette

Das Aufnehmen von Flüssigkeiten durch Ansaugen mit dem Mund war früher nur bei solchen Flüssigkeiten in Gebrauch, deren Dampfinhalation, das versehentliche Aufsaugen in den Mundraum und ein Verschlucken zu keinen gesundheitlichen Schäden führen konnte, bei Vollpipetten und graduierten Pipetten meist mit Pipettierhilfen (wobei auch das Aufsaugen mit nichtgraduierten und nicht geeichten Glasröhrchen als Pipettieren bezeichnet wurde).
Die Deutsche Gesetzliche Unfallversicherung verbietet nunmehr in Deutschland generell das Ansaugen bei Pipetten mit dem Mund.
Da Ansaugen mit dem Mund eine erhebliche Gesundheitsgefahr darstellen kann, muss eine Pipettierhilfe benutzt werden. Mit dieser  wird die Flüssigkeit nach dem Eintauchen der Pipettenspitze angesaugt. Beim Transport der Flüssigkeit muss das obere Ende einer offenen Pipette mit der Pipettierhilfe (früher mit dem Zeigefinger oder Daumen) verschlossen gehalten werden. Die Abgabe der Flüssigkeit erfolgt abhängig von der Art der Pipettierhilfe. Auf jeden Fall gilt, dass nach dem Auslaufen 20 Sekunden zu warten ist, damit die restliche Flüssigkeit nachlaufen kann, Pipetten werden in der Regel auch nicht zusätzlich mit dem Atem ausgeblasen. Anschließend ist die Pipettenspitze kurz am Gefäßrand abzustreifen, da Pipetten auf Auslauf (auf Ex) kalibriert sind.
Sollen mit einer Messpipette ein Teil des gesamten Skalabereiches benutzt werden, so unterscheidet man zwischen Vorwärts- und Rückwärtspipettieren. Ist die Substanz kostbar oder will man sich unnötige Arbeit ersparen, so verwendet man die Vorwärts-Methode. Hier wird die gewünschte Substanzmenge beim Einsaugen in die Pipette abgemessen und die Pipette am Zielort vollständig entleert. Da in der Pipettenspitze mehr Substanz hängenbleibt als in einem anderen Bereich des Schaftes mit gleichem Volumen, werden zähe Flüssigkeiten jedoch gerne rückwärts pipettiert. Hier wird die Flüssigkeit bis zur obersten Marke der Pipette eingesaugt, die Dosierung erfolgt anhand der Skala beim Auslassen. Anschließend wird der Rest der Flüssigkeit wieder in das Vorratsgefäß gegeben, wodurch die Gefahr einer Kontamination entsteht.
Da in beiden Fällen die Skala entgegengesetzt verwendet wird, gibt es Pipetten mit beiden Ausführungen von Skalen.

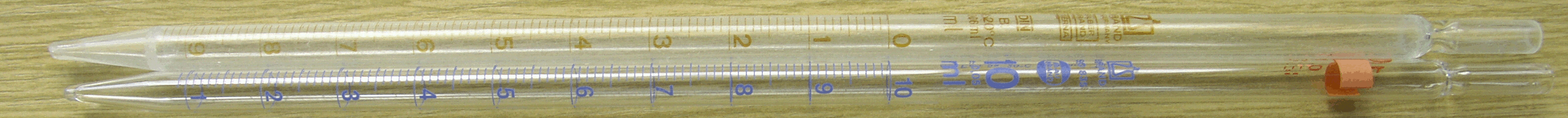
Eine Rückwärts- (oben) und eine Vorwärtspipette (unten)

Die Benutzung einer Pipette erlaubt eine gute Kontrolle der Flüssigkeitsmenge; im Allgemeinen ist eine tropfenweise Dosierung möglich. Vollpipetten zählen neben beispielsweise Büretten zu den genauesten Volumenmessgeräten im Laborbereich.
Bei dickflüssigen Flüssigkeiten werden die Pipetten, sofern sie nicht für diese Flüssigkeit geeicht wurden, in der Regel mit dem richtigen Lösungsmittel und mithilfe einer Spritzflasche durchgespült, um die gewünschte Menge überzubringen.
Die häufigsten Fehler bei der Benutzung von Pipetten sind beispielsweise:
1. Halten des Meniskus nicht in Augenhöhe und dadurch unsaubere Ablesung.
2. Die Pipettenspitze wird nicht oder nicht lange genug an der Gefäßwand gehalten.
3. Vollpipetten werden beim Anstecken einer Pipettierhilfe an der Glasblase gehalten und brechen dadurch leichter.
4. Die Pipette weist eine unsaubere, fettige Innenwandung auf, wodurch Flüssigkeiten nicht komplett ablaufen und die Pipette nicht vollständig der Eichung entsprechend entleert wird.

Ein Arbeitsgerät mit ähnlichem Prinzip, der Weinheber, wird von Winzern zum Aufsaugen und Abmessen von Wein aus einem Weinfass verwendet (sollte nicht verwechselt werden mit einem Heber).

## Weitere Bedeutung

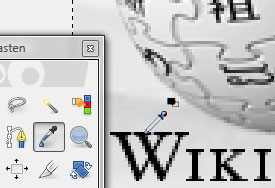
Pipette-Werkzeug (GIMP)

In der digitalen Bildbearbeitung ist die Pipette ein Werkzeug, mit der ein Farbwert ausgewählt werden kann, indem er aus einem bestehenden Bild ermittelt („entnommen“) wird; dazu nimmt der Mauszeiger die Gestalt einer Pipette an, mit deren Spitze auf ein Pixel geklickt wird. Das bestehende Bild wird dadurch nicht verändert, die Farbe wird also nicht wortwörtlich „entnommen“ sondern der Farbwert kopiert; erst bei folgenden Arbeitsschritten dient die gewählte Farbe als Arbeitsfarbe. Je nach Programm und Einstellung ist es auch möglich, einen Mittelwert der umgebenden Pixel zu ermitteln (zum Beispiel in Adobe Photoshop).